# Austin North
Austin North (30 de julho de 1996, Cincinnati, Ohio) é um ator americano. Ele é mais conhecido por seu papel como Logan Watson no sitcom do Disney Channel, I Didn't Do It.
Ele era um apresentadores do MovieGuide Awards em 2015. esta no papel de Topper em Outer Banks na Netflix.

## Filmografia
| Ano       | Título           | Papel        | Notas                                                                             |
| --------- | ---------------- | ------------ | --------------------------------------------------------------------------------- |
| 2011      | Kickin' It       | Ricky Weaver | Convidado                                                                         |
| 2012      | General Hospital | Bodhi        | Convidado; Episódio #1.12497                                                      |
| 2012      | A.N.T. Farm      | Holland      | Episódio: "MutANT Farm II"                                                        |
| 2013      | See Dad Run      | Dean         | Episódio: "See Dad Play Hard to Get"                                              |
| 2014–2015 | I Didn't Do It   | Logan Watson | Papel principal; 39 Episódios                                                     |
| 2015      | Jessie           | Logan Watson | Participação especial; "The Ghostest with the Mostest" (Temporada 4, Episódio 18) |
| 2018      | All Night        | Oz           | Recorrente; 4 episódios                                                           |
| 2020      | Outer Banks      | Topper       | Elenco principal                                                                  |